# Schelfeis

Die größten Schelfeistafeln der Antarktis (Stand 2007):
Ross (472960 km²)
Filchner-Ronne (422420 km²)
Amery (62620 km²)
Larsen C (48600 km²)
Riiser-Larsen (48180 km²)
Fimbul (41060 km²)
Shackleton (33820 km²)
George VI (23880 km²)
West (16370 km²)
Wilkins (13680 km²)

Als Schelfeis oder Eisschelf bezeichnet man eine große Eisplatte, die auf dem Meer schwimmt und von Gletschern, Eisströmen oder Eiskappen gespeist wird und noch mit diesen verbunden ist. Von Schelfeis spricht man, wenn die Platte mindestens zwei Meter über den Meeresspiegel ragt. In der Regel ist das antarktische Schelfeis zwischen 200 und 1000 Metern dick. Kennzeichnend für Schelfeis ist, dass am äußersten Rand immer wieder Eisberge abbrechen. Dieser Prozess wird als Kalben bezeichnet.

## Beschreibung und Eigenschaften

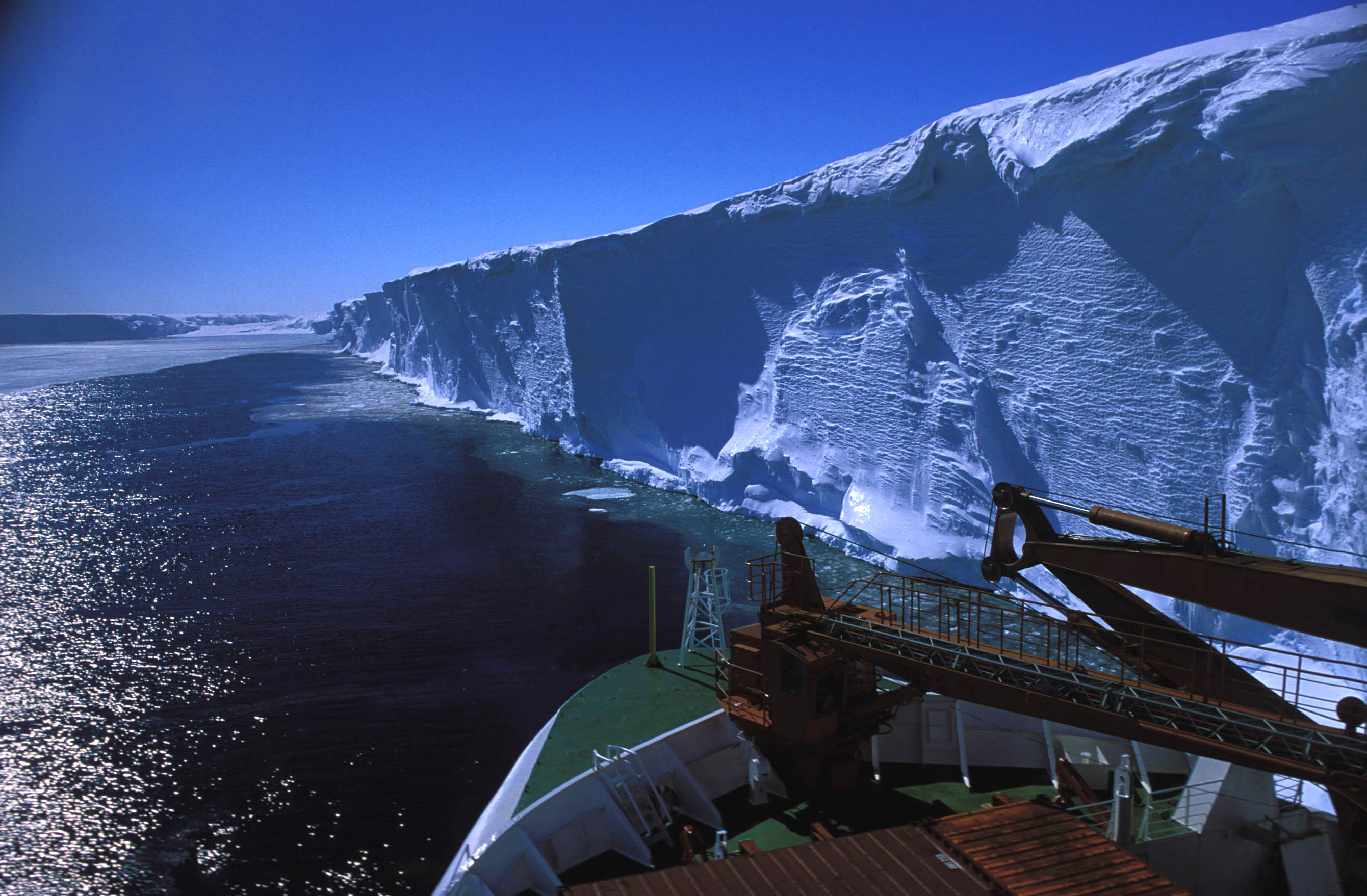
Schelfeiskante

Wenn das Eis von Gletschern oder Eisströmen die Küste erreicht, schwimmt es ab einer gewissen Wassertiefe auf dem Meer auf. Die Stelle, ab der die Eismassen nicht mehr auf dem Meeresgrund stehen, sondern aufzuschwimmen beginnen, wird Aufsetzlinie (engl. Grounding Line) genannt. Dort, wo sich das Schelfeis im Wasser über felsige Untiefen schiebt, werfen sich im Eis Hügel oder Faltungen auf. Solche Eiskuppeln wirken der Bewegung des nachdrängenden Eises entgegen, so dass Spannungen entstehen. Ansonsten ist Schelfeis flach und eben, daher entstehen durch das Kalben so genannte Tafeleisberge. Dies ist die typische Form der Eisberge in der Antarktis. Ihre Fläche kann mehrere Tausend Quadratkilometer groß sein, wie die Beispiele A-76 und A-23 A zeigen.
Die Stabilität und der Massenhaushalt des Schelfeises sind bedeutsam für den Anstieg des Meeresspiegels. Einerseits erhöht das Schmelzen von schwimmendem (Süßwasser-)Eis geringfügig den Meeresspiegel, andererseits fließt das plastische Eis der Inlandsgletscher schneller ins Meer, wenn sich Eisschelfe vom Festland lösen.
Die größten Schelfeisgebiete liegen in der Antarktis:
- Ross-Schelfeis (487.000 km²)
- Filchner-Ronne-Schelfeis (449.000 km²)

In der Westantarktis und der Antarktischen Halbinsel ist seit 1995 ein verstärktes Aufbrechen und Abschmelzen der Schelfeistafeln zu beobachten, was zumindest zum Teil auf den lokalen Temperaturanstieg im Zusammenhang mit der globalen Erwärmung zurückzuführen ist.
1995 löste sich das Larsen-A-Schelfeis auf, 2002 folgte das Larsen-B-Eisschelf. 2008 und 2009 brachen Teile des Wilkins-Schelfeises auf, welche bisher die Verbindung zur Charcot-Insel darstellten.
Aktuelle Aufnahmen des Wilkins-Schelfeises finden sich auf der von der ESA angebotenen ‘Webcam’ from Space.

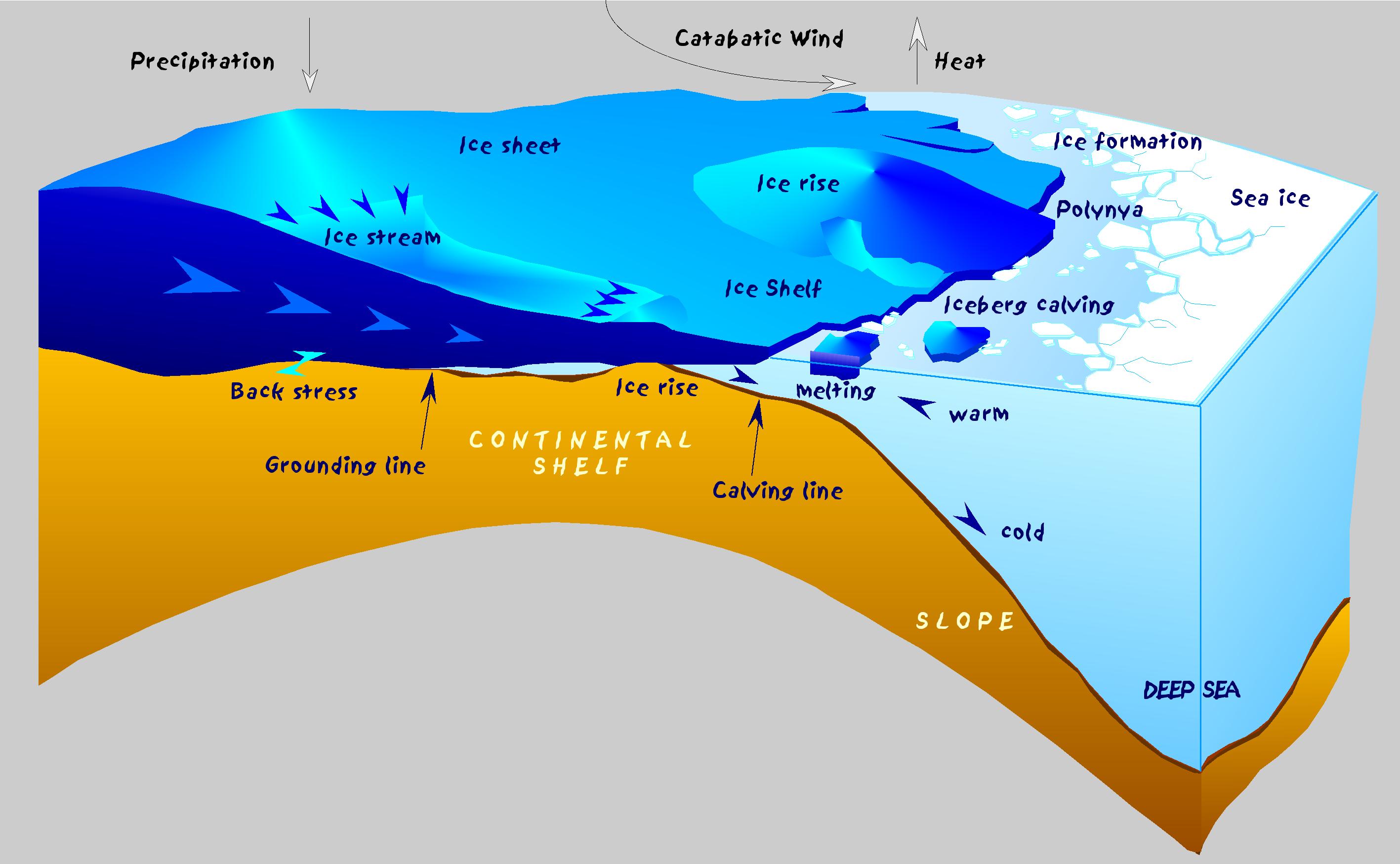
Schematische Darstellung glaziologischer und ozeanographischer Prozesse an der Küste der Antarktis: Über dem antarktischen Eisschild fällt Niederschlag in Form von Schnee (Precipitation). Der Eisschild (Ice sheet) ist weitgehend am Untergrund festgefroren (Back stress) und hat sich bis zu einer Mächtigkeit von über 4000 m aufgebaut. Das Eis fließt nach allen Seiten vom Kontinent ab, z. T. konzentriert in Eisströmen (Ice stream). An der Küste verliert das Eis im Bereich der Aufsetzlinie (Grounding line) den Kontakt zum Untergrund, wird deutlich dünner (einige 100 m) und bildet über dem Schelf (Continental shelf) ein Schelfeis (Ice shelf), das noch mit dem Eisschild verbunden ist, aber bereits schwimmt. Fließt das Schelfeis über eine Untiefe, entstehen Eiskuppeln (Ice rises). An der Schelfeiskante brechen Tafeleisberge ab (Calving line, Iceberg calving), die auf ihrem Weg um die Antarktis in wärmerem Wasser schmelzen. Eine Küstenpolynya entsteht, wenn kalte ablandige Winde (Catabatic wind) das Meereis (Sea ice) von der Küste wegtreiben. In Verbindung mit der Neueisbildung entsteht kaltes, salzreiches und damit schweres Wasser, das den Kontinentalhang (Slope) herabfließt und den wesentlichen Mechanismus für die Bildung des ozeanischen Bodenwassers in der Tiefsee (Deep sea) darstellt.